# Fort Marie-Christine

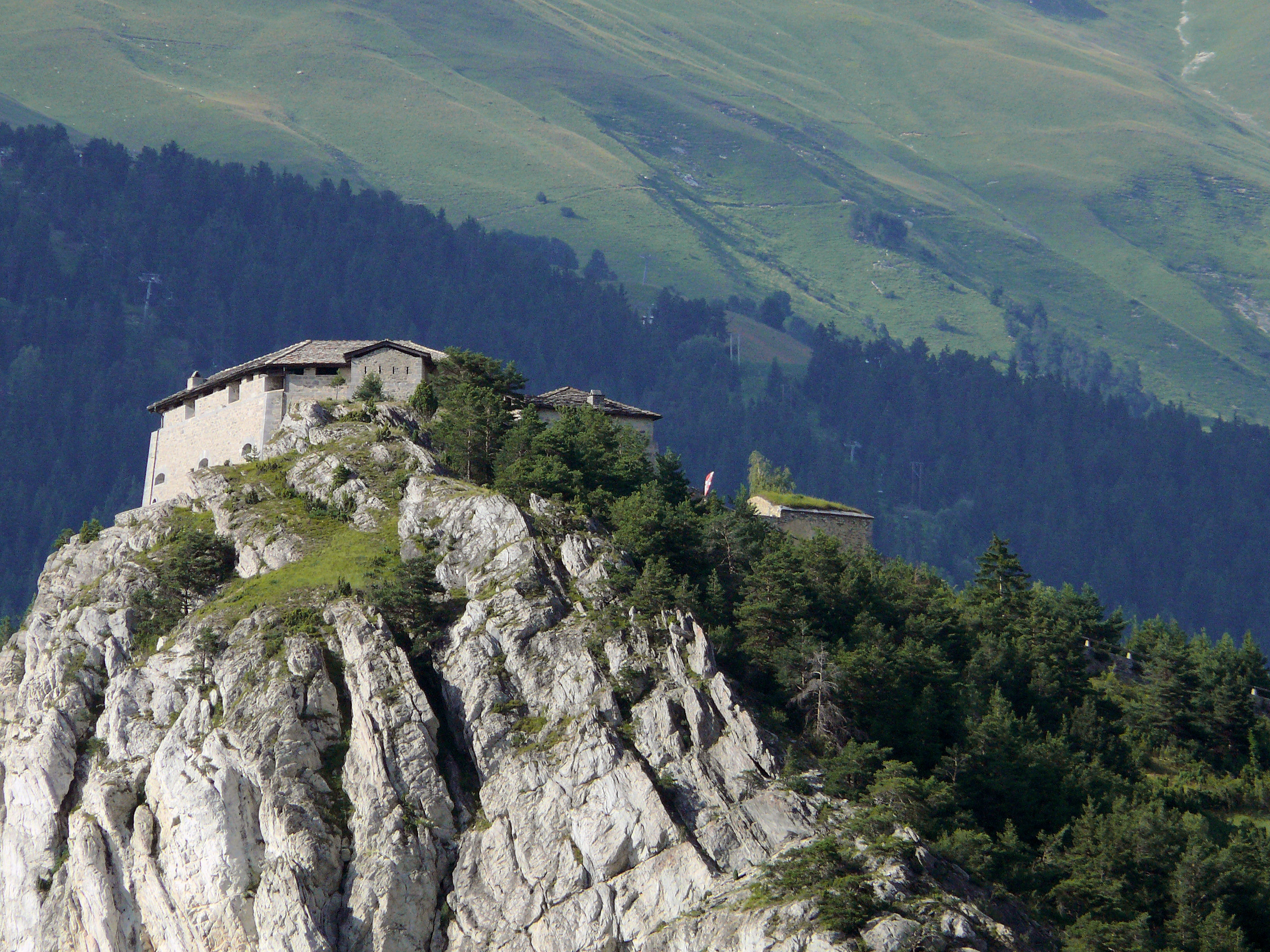
Fort Marie-Christine

Das Fort Marie-Christine ist eine sardische Zitadelle in Aussois in Frankreich.
Das Fort ist nach Maria Christina von Savoyen benannt worden. Errichtet wurde es im 19. Jahrhundert unter ihrem Vater Viktor Emanuel I. zum Schutz des Königreiches Sardinien, zu dem die Maurienne damals gehörte. Das Fort ist Teil der Sperranlage Barrière de l’Esseillon.
Heute ist die Anlage eine Jugendherberge.